# Liste de synonymes de « fond diffus cosmologique »
1. Découverte par Penzias et Wilson du fond diffus cosmologique en 1964, qui apparaît parfaitement uniforme (à d'éventuelles contributions d'avant-plan dues à la Voie lactée), grâce à une antenne cornet au sol ;
2. Carte des anisotropies dressée à partir des mesures du satellite COBE (1992) ;
3. Carte des anisotropies dressée à partir des mesures du satellite WMAP (2003).

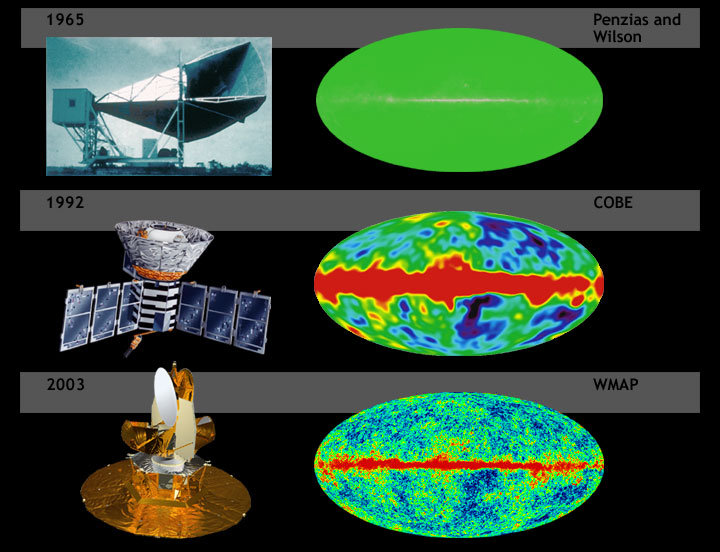
Cette image montre trois appareils qui ont permis de créer trois cartes, de plus en plus précises, du fond diffus cosmologique :
1. Découverte par Penzias et Wilson du fond diffus cosmologique en 1964, qui apparaît parfaitement uniforme (à d'éventuelles contributions d'avant-plan dues à la Voie lactée), grâce à une antenne cornet au sol ;
2. Carte des anisotropies dressée à partir des mesures du satellite COBE (1992) ;
3. Carte des anisotropies dressée à partir des mesures du satellite WMAP (2003).
Note : Cette illustration provient de la NASA. Dans les trois cartes, la contribution de la Voie Lactée, qui se trouve au centre des cartes, n’a pas été retirée parce que des cartes sans contribution de la Voie lactée n'ont pas été publiées sous une licence compatible avec la licence de Wikipédia.

Cette page comprend une liste de synonymes du terme « fond diffus cosmologique », rayonnement micro-onde omniprésent dans l'Univers. Les termes « bruit de fond cosmique d'ondes radio », « faible lueur du Big Bang », « premier cri du ciel », « radiation résiduelle à 3 K », « rayonnement fossile » et « rayonnement micro-onde résiduel » ne sont que quelques uns parmi des dizaines de synonymes possibles.

## Liste de synonymes
Depuis sa découverte, fortuite, par Penzias et Wilson en 1964, le fond diffus cosmologique a fait l'objet de plusieurs études. Cette constatation explique peut-être qu'il existe plus de quarante synonymes pour le désigner :
- « braises » datant de l'époque où l'Univers était très chaud[5] ;
- « bruit de fond cosmique d'ondes radio »[6] ;
- « champ de rayonnement thermique »[7] ;
- « corps noir cosmologique »[8] ;
- « faible champ hertzien emplissant l'univers »[9] ;
- « faible lueur du Big Bang »[10] ;
- « fond cosmique de rayonnement radio »[11] ;
- « fond cosmique de rayonnement millimétrique »[12],[note 1] ;
- « fond diffus »[13] ;
- « fond diffus cosmologique micro-onde »[14] ;
- « fond diffus de photons »[15] ;
- « fond diffus du ciel »[16] ;
- « fond diffus radio électrique »[16] ;
- « fond de rayonnement cosmique »[17] ;
- « fond de rayonnement cosmologique »[18] ;
- « fond de rayonnement universel »[19] ;
- « lueur déclinante du Big Bang »[20] ;
- « lueur du Big Bang »[21] ;
- « lueur rémanente du Big Bang »[22] ;
- « lumière fossile »[23] ;
- « lumière rémanente du Big Bang »[24] ;
- « postluminescence du big bang »[25] ;
- « premier cri du ciel »[16],[note 2] ;
- « radiation résiduelle à 3 K »[13],[note 3] ;
- « rayonnement à 3 K »[26],[note 3] ;
- « rayonnement cosmique »[13] ;
- « rayonnement cosmologique »[27] ;
- « rayonnement cosmologique de fond »[28] ;
- « rayonnement cosmologique fossile »[29] ;
- « rayonnement diffus cosmologique »[30] ;
- « rayonnement électromagnétique fossile »[31] ;
- « rayonnement fossile »[32] ;
- « rayonnement fossile cosmologique »[33] ;
- « rayonnement fossile du cosmos »[16] ;
- « rayonnement fossile radioastronomique »[34] ;
- « rayonnement micro-onde cosmique »[35] ;
- « rayonnement micro-onde résiduel »[36] ;
- « rayonnement millimétrique »[37] ;
- « rayonnement résiduel »[38] ;
- « rayonnement résiduel du big bang »[36] ;
- « rayonnement thermique à 3 K »[39],[note 3] ;
- « rayonnement thermique cosmologique »[40] ;
- « reliquat du flash primordial »[41].
- « très jeune photo de l'Univers »[42] ;

En anglais, le fond diffus cosmologique est désigné par le terme « Cosmic Microwave Background », dont le sigle CMB est volontiers utilisé dans la littérature scientifique.